# 니그마틸라 율다세프

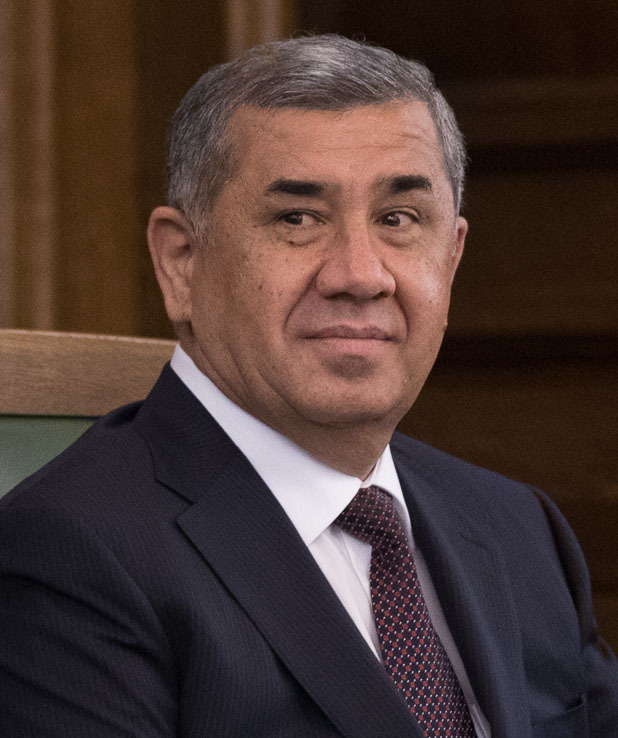

니그마틸라 툴키노비치 욜도셰프(우즈베크어: Nig‘matilla To‘lqinovich Yo‘ldoshev 니그마틸라 툴키노비치 욜도셰프, 러시아어: Нигматилла Тулкинович Юлдашев, 1962년 11월 5일 ~)는 우즈베키스탄의 정치인으로, 상원 의장을 역임한 검찰총장이다. 2016년 9월 2일부터 9월 8일까지 이슬람 카리모프 대통령 서거로 대통령 권한대행으로 지냈다. 총리인 샤브카트 미르지요예프에게 대통령 권한대행을 넘겨주었다. 2019년 6월 21일에 탄질라 나르바예바에게 상원 의장직을 넘겨주고 우즈베키스탄 검찰총장으로 역임하고 있다.